# Red Amick
Richard „Red” Amick (ur. 19 stycznia 1929 w Kansas City, zm. 16 maja 1995 w Crystal River) – amerykański kierowca wyścigowy. 
W karierze wystartował w dwóch wyścigach Indianapolis 500 – 30 maja 1959 i 30 maja 1960. W pierwszym z nich prowadził bolid Kurtis Kraft na oponach Firestone, należący do zespołu LeRoy E Foutch Jr. Amick wystartował z 24 pola, ale wyścigu nie ukończył z powodu wypadku. W drugim z tych wyścigów prowadził bolid Epperly zespołu Leonard A Faas. Do wyścigu ruszył z 22 pola, a ukończył go na 11 miejscu.